# Dalarna
Dalarna (lit. Os vales;  PRONÚNCIA), também conhecida em português como Dalecárlia, é uma das maiores províncias históricas da Suécia. Está localizada no noroeste da região histórica da Svealand, e faz fronteira com a Noruega.

Ocupa 7% da área total do país, e tem uma população de 283 914 habitantes (2023).

É um destino turístico popular entre os suecos do sul, que costumam viajar para lá durante as férias de verão, atraídos pelos lagos locais, propícios para a pesca, pelos belos locais para a prática do campismo e pelas densas florestas.                                                                   
Muitos destes suecos possuem ou alugam uma "cabana dos tempos livres" (stuga) em Dalarna, onde cultivam pequenas hortas e pomares.                                                                                         Em meados de junho as comemorações e bailes da Festa do Verão (midsommar) são realizadas tanto nas grandes cidades quanto nas pequenas aldeias.                                                                                            A região tem diversas associações históricas, e possui fortes características locais relacionadas a seus produtos e seus habitantes.

Como província histórica, a Dalecárlia não possui funções administrativas, nem significado político.  Como termo geográfico, está diariamente presente nos mais variados contextos, como por exemplo em Dalarnas museum (museu regional),  Högskolan Dalarna (escola superior) e Dalarnas Ishockeyförbund (federação regional de hóquei no gelo).

Seu nome é mencionado ao longo da literatura de língua inglesa nas formas Dalecárlia e the Dales. Dalarna faz fronteira com a Härjedalen, Hälsingland, Gästrikland, Västmanland e Värmland, além da Noruega, a oeste.
Nos distritos ocidentais de Älvdalen e Lima, muitas pessoas ainda falam um dialeto arcaico, o dalecarliano, por muitos considerado uma língua. Historicamente são conhecidos no país por seu amor ferrenho pela independência.

## Etimologia e uso
O nome geográfico atual Dalarna provém do nome sueco antigo Dalar (vales), em alusão aos vales dos dois braços do grande rio da região – o Dalälven (Dala Elffwan,1650).
Nas suas mencões mais antigas, a palavra é usada nas formas Dala, Dalar, Dalum.

Em textos em português, costuma ser usada a forma original Dalarna, e mais ocasionalmente Dalecárlia.

| “ | Minha avó me levou para casa de veraneio em Dalarna. | ” |

## Condados atuais
A província histórica de Dalarna coincide quase na totalidade com o atual condado de Dalarna. 

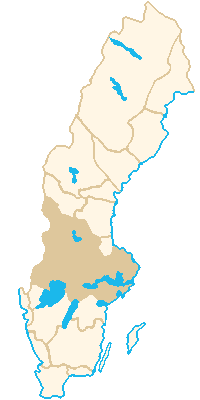
A região histórica da Svealand
A província histórica da Dalecárlia
O Condado da Dalarna

## Geografia
A província histórica de Dalarna é dominada pelo lago Siljan e pelos dois rios Dal Ocidental e Dal Oriental que confluem no grande rio Dal.
 A maior parte do seu território está coberta por florestas, havendo todavia áreas agrícolas à volta do lago. 
 O noroeste da província é montanhoso, com uma série de serras cujo ponto mais elevado é Storvätteshågna com 1204 m de altitude. Tem um clima continental severo, com invernos frios e com muita neve. 

### Maiores cidades
As maiores cidades da Dalarna são Borlänge, Falun e Avesta (2020).

| 1. Borlänge 2. Falun 3. Avesta 4. Ludvika 5. Mora 6. Hedemora 7. Leksand 8. Orsa 9. Rättvik 10. Smedjebacken 11. Malung 12. Säter |

## Comunicações
A província de Dalarna é atravessada de norte a sul pela estrada europeia E45 - desde a Värmland até à Härjedalen, passando pelas cidades de Malung, Mora e Orsa – e transversalmente pela E16 – ligando Gävle à Noruega e passando por Malung, Borlänge e Falun.
Os transportes ferroviários da província assentam em várias linhas férreas, entre as quais:                 
- Bergslagsbanan (Gävle-Falun-Borlänge-Ludvika-Kil)
- Dalabanan (Uppsala-Borlänge-Mora)
- Västerdalsbanan (Repbäcken-Malung)
- Inlandsbanan (Mora-Orsa-Gällivare)
- Bergslagspendeln (Ludvika-Smedjebacken-Kolbäck)
- Ferrovia de mercadorias de Bergslagen (Storvik-Avesta-Örebro-Mjölby)

Dispõe de 2 aeroportos de tráfego regular - DalaAirport em Borlänge e Mora-Siljans flygplats em Mora.
Os principais portos de mercadorias servindo Dalarna estão localizados noutras províncias - em Gävle, Gotemburgo e na Escânia

## Economia
A economia da Dalecárlia está tradicionalmente baseada nas minas, nas florestas e nas barragens hidroelétricas. A mina de cobre de Falun é conhecida desde o século XII. O turismo local tem como força de atração a beleza da natureza, o artesanato típico e os encontros anuais de música e de teatro, assim como as competições desportivas, com destaque para a Corrida de Vasa.

## Património histórico, cultural e turístico
- Mina de cobre de Falun
- Corrida de Vasa, competição anual de esquis
- Cavalo de Dalarna
- Sälenfjällen (Turismo de alta montanha; estâncias de esqui)
- Casa de Carl Larsson em Sundborn
- Casa de Zorn
- Museu de Zorn

## Personalidades ligadas à província
- Anders Zorn, pintor
- Björn Skifs, cantor, ator
- Carl Larsson, pintor
- Dan Andersson, poeta
- Ferdinand Boberg, arquiteto
- Georg Stiernhielm, pai da arte poética na Suécia
- Gunde Svan, esquiador
- Gunnar Myrdal, político
- Gustaf de Laval, inventor e industrialista
- Jussi Björling, cantor de ópera

A Dalecárlia
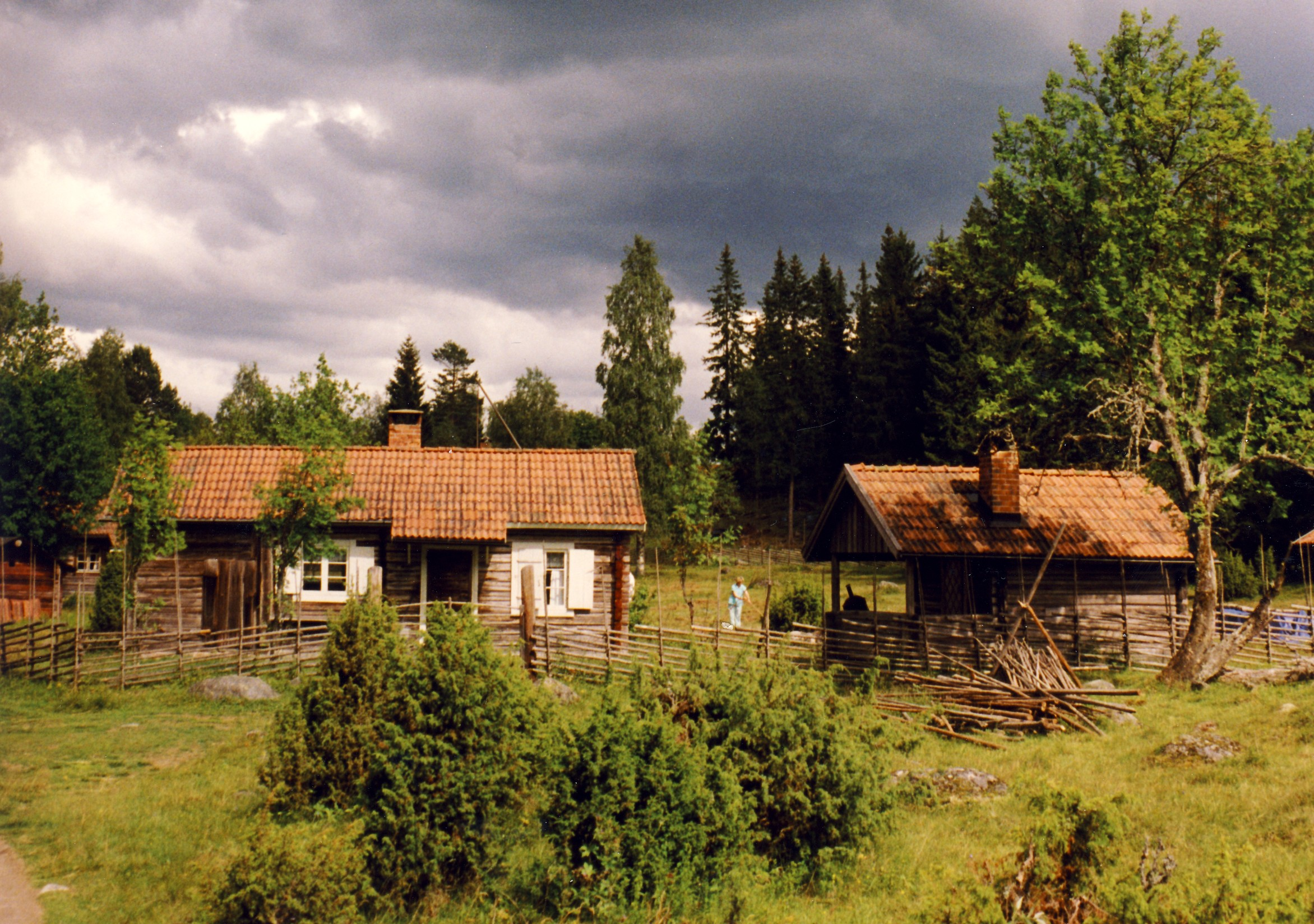
Comuna de Gagnef
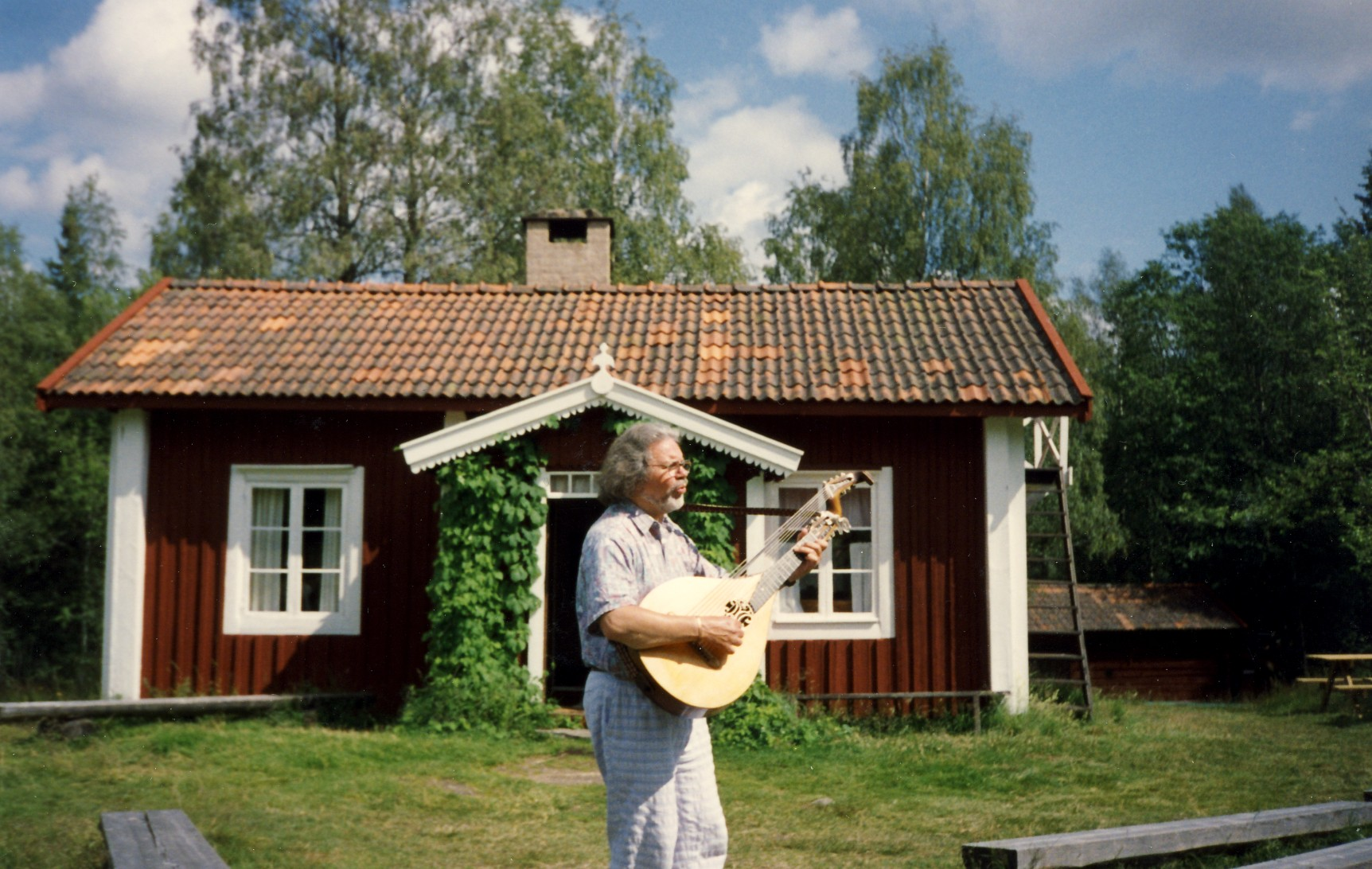
Cabana de Dan Andersson na Comuna de Ludvika
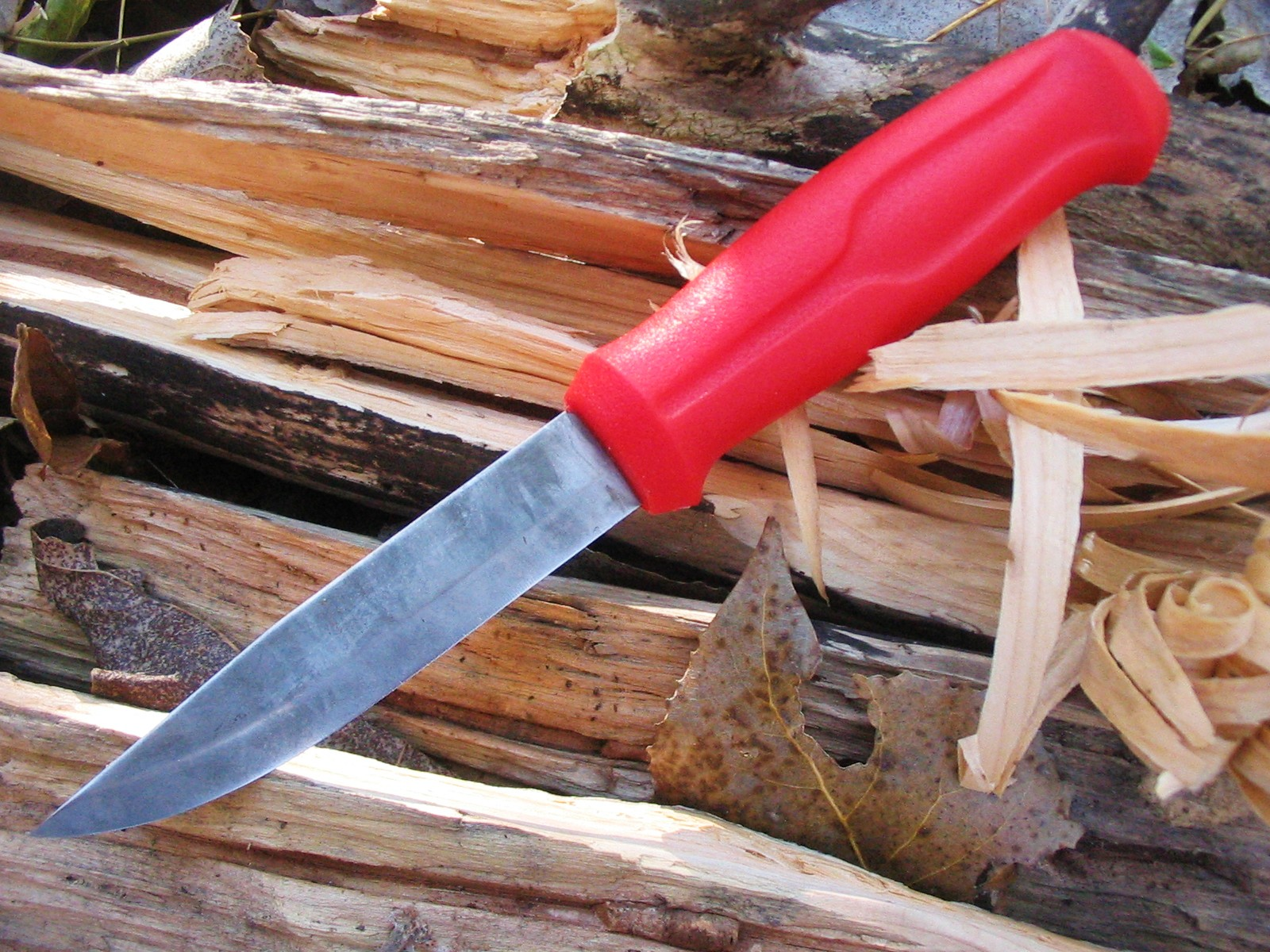
Uma faca de Mora tradicional
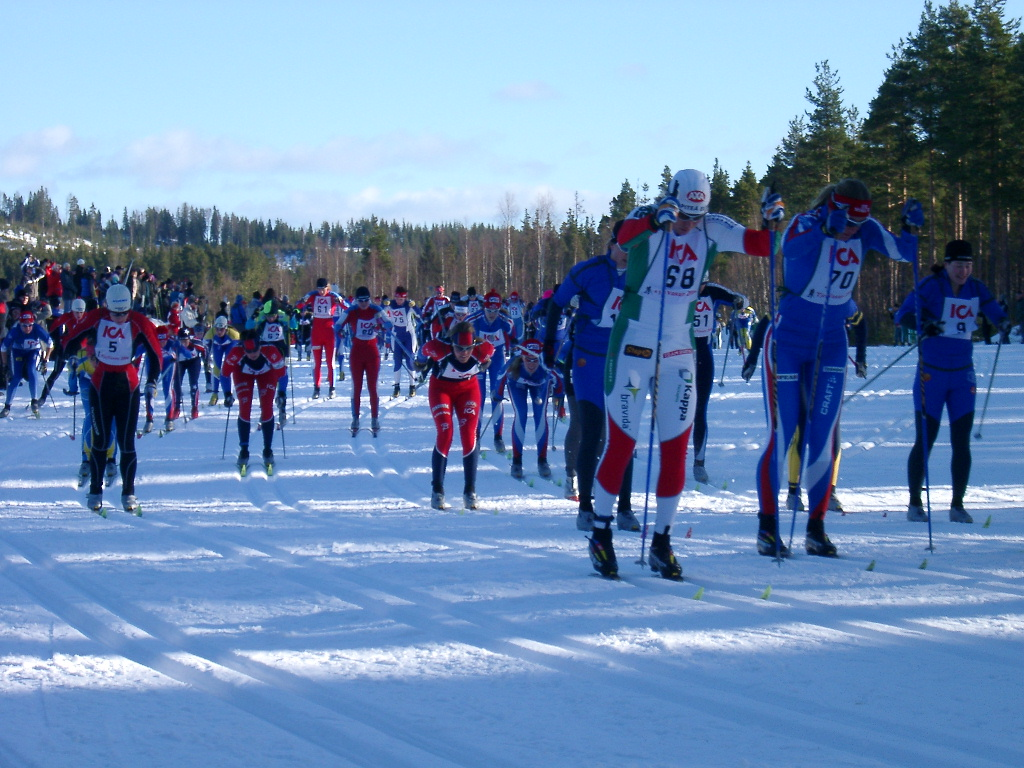
Corrida de esquis Vasaloppet em 2006
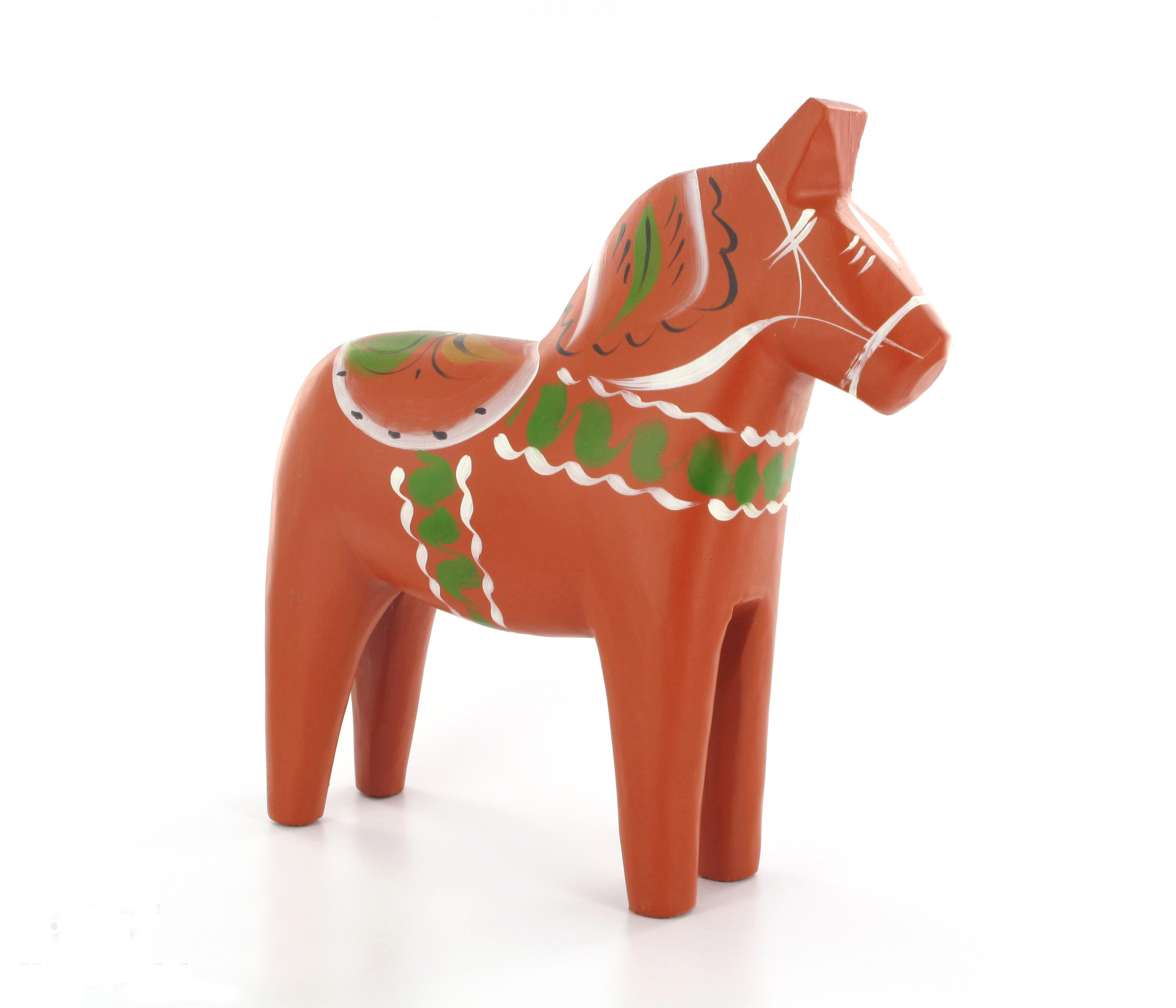
Um cavalo de Dalarna
Uma manhã de inverno em Dalarna